# 弥诺陶洛斯 (沃茨)

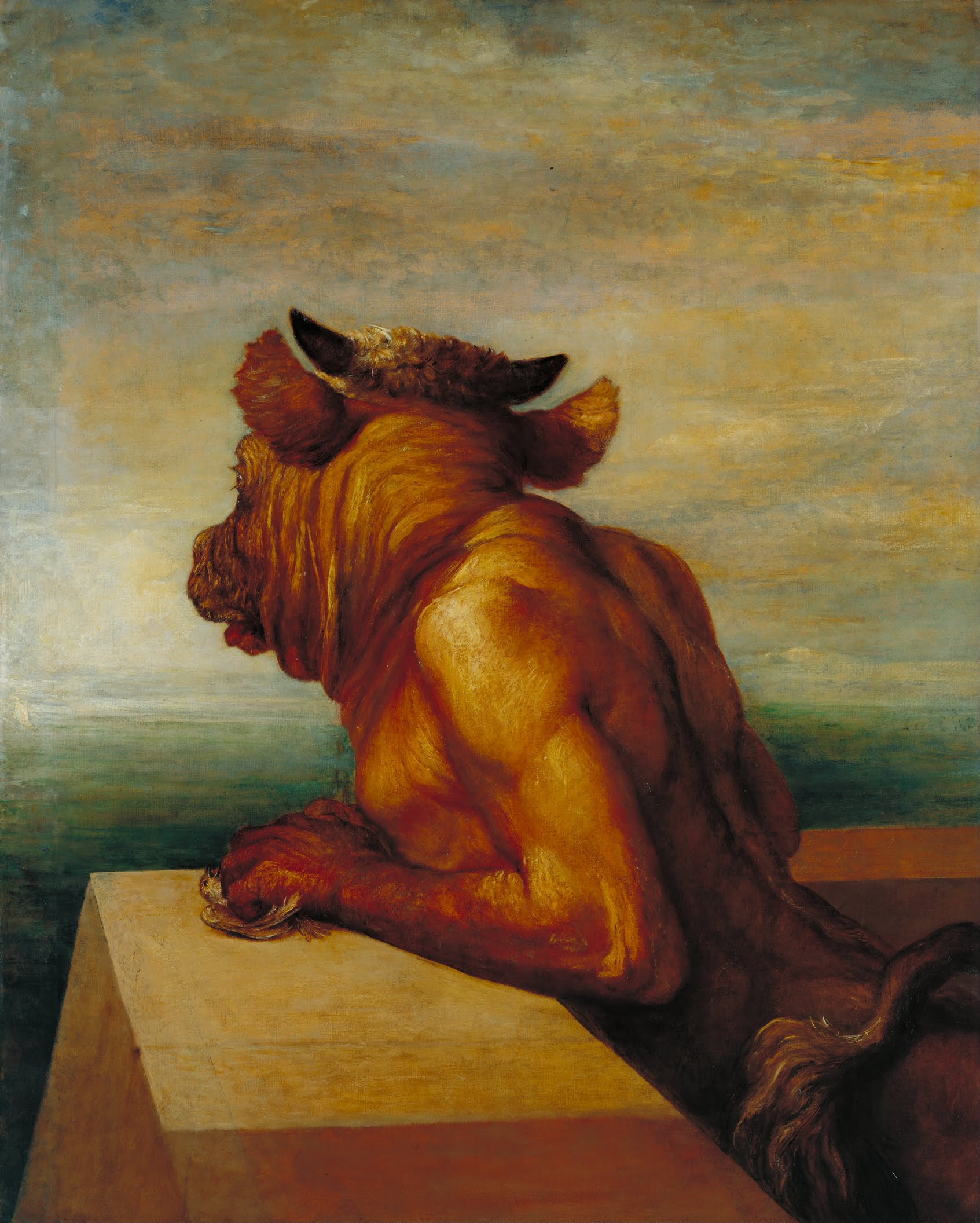
《弥诺陶洛斯》 ，188.1 × 94.5 cm,泰特不列颠

《弥诺陶洛斯》（The Minotaur）是英国画家乔治·弗雷德里克·沃茨的一幅油画，创作于1885年，描绘希腊神话中的弥诺陶洛斯，等待运送他的年轻供品的船只到达。这幅寓言画与儿童卖淫的社会问题有关，1885年，由于威廉·托马斯·斯特德的努力，这个问题引起社会关注。这幅画自1897年藏于泰特不列颠。